# Гарбор-Брідж (Окленд)
Гарбор-Брідж (англ. Auckland Harbour Bridge) – міст через затоку Вейтемата в Новій Зеландії. Міст з'єднує Сент Меріс Бей, передмістя Окленду з Норткот, передмістям Норт-Шор-Сіті. Міст є частиною державної автомагістралі № 1 та Оклендської північної автомагістралі. Він є другим за довжиною мостом Нової Зеландії та найдовшим на Північному острові. Довжина мосту становить 1020 метрів, довжина головного прольоту — 243,8 метрів, висота над водою — 43,27 метрів. Будівництво тривало з 1954 по 1959 роки.

## Будівництво

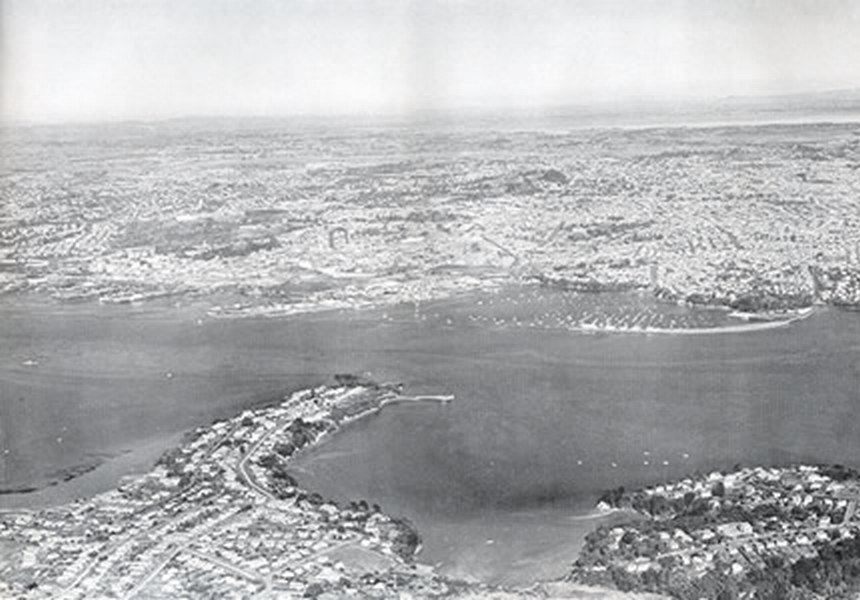
Затока Вейтемата до будівництва мосту, 1947.

### Передісторія
До будівництва мосту два береги затоки Вейтемата з'єднував пором. Ще в 1860 році інженер Фред Белл на замовлення фермерів Норт-Шор спроєктував понтонний міст через затоку Вейтемата в районі нинішнього мосту, проте проєкт не був реалізований через його дорожнечу. Кошторис проєкту становив £ 16,000, або 1,6 млн. новозеландських доларів скоригованих з урахуванням інфляції в 2009 році.
На початку XX століття Норт-Шор-Сіті був невеличким сільськогосподарським поселенням. Однак після другої світової війни Окленд охопив бум, місто розросталося швидкими темпами, тому було звернуто увагу на північний берег затоки Вейтемата як перспективний для подальшого розвитку міста.

### Будівництво

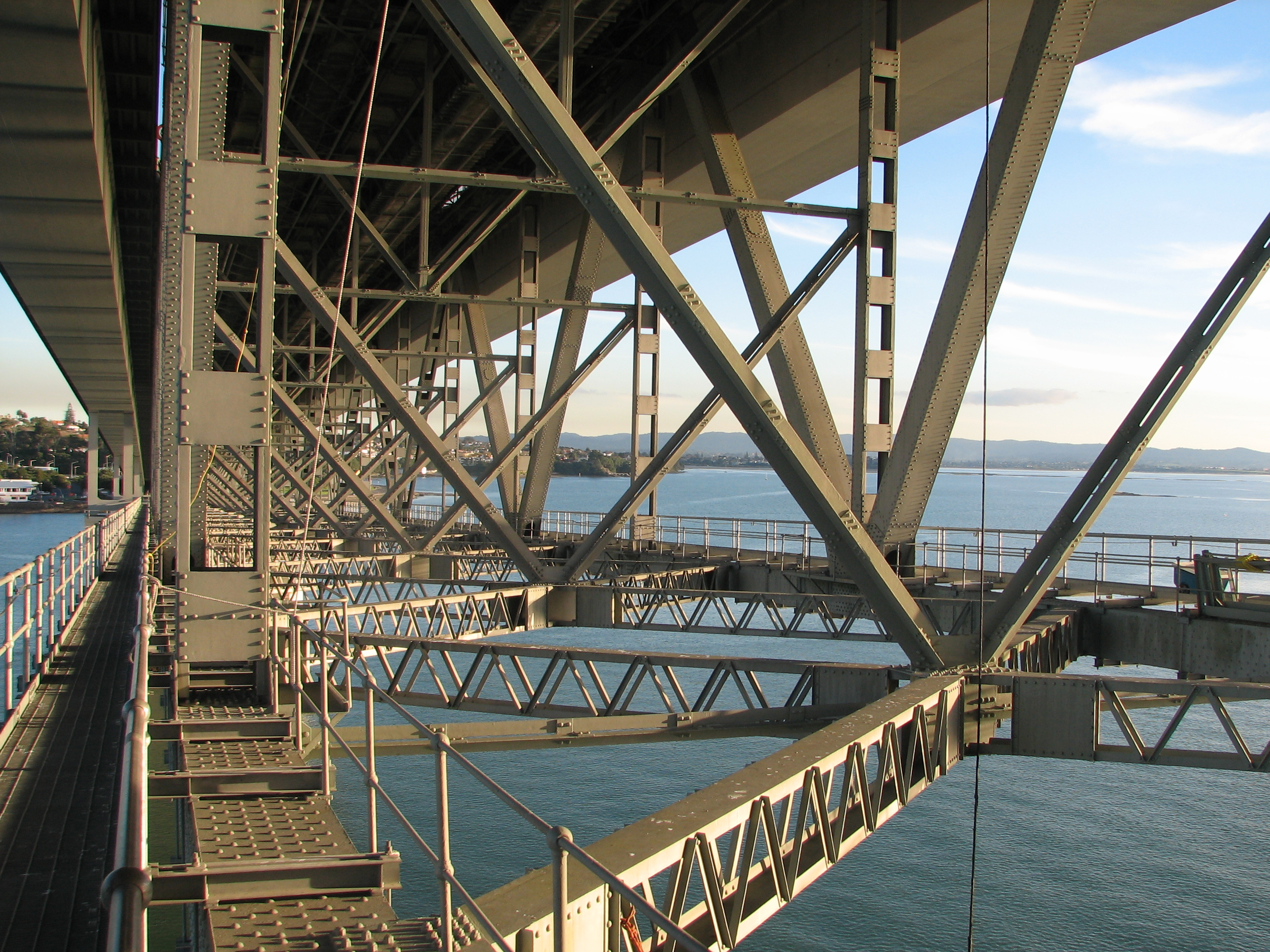
Сталеві конструкції під мостом

В 1946 році Королівська комісія спираючись на рекомендації проєктної групи оприлюднила проєкт мостового переходу через затоку Вейтемата. За цим проєктом міст повинен був мати п'ять, або шість смуг руху замість чотирьох, а також пішохідні доріжки обабіч автомобільної дороги. Проте цей проєкт було відкинуто з міркувань вартості і було обрано більш економний варіант в котрому було 4 смуги руху та були відсутні пішохідні доріжки. Проєкт було розроблено компанією Freeman Fox & Partners, підрядником виступила компанія Cleveland Bridge Co. Сталь на будівництво мосту поставлялася компанією Dorman Long.
29 жовтня 1954 року були підписані документи з підрядниками на будівництво мосту, кошторис робіт становив £ 3,465,000. Будівництво мосту було розпочато 1 травня 1955 року. Сталеві конструкції мосту попередньо збиралися на березі і потім баржами доставлялися до місця будівництва. Будівництво було завершено в квітні 1959 року, а вже 30 травня того ж року він був офіційно відкритий.
Під час будівництва загинули три робітника, імена загиблих записані на меморіальній дошці під мостом в Норткоті.

### Nippon clip-ons

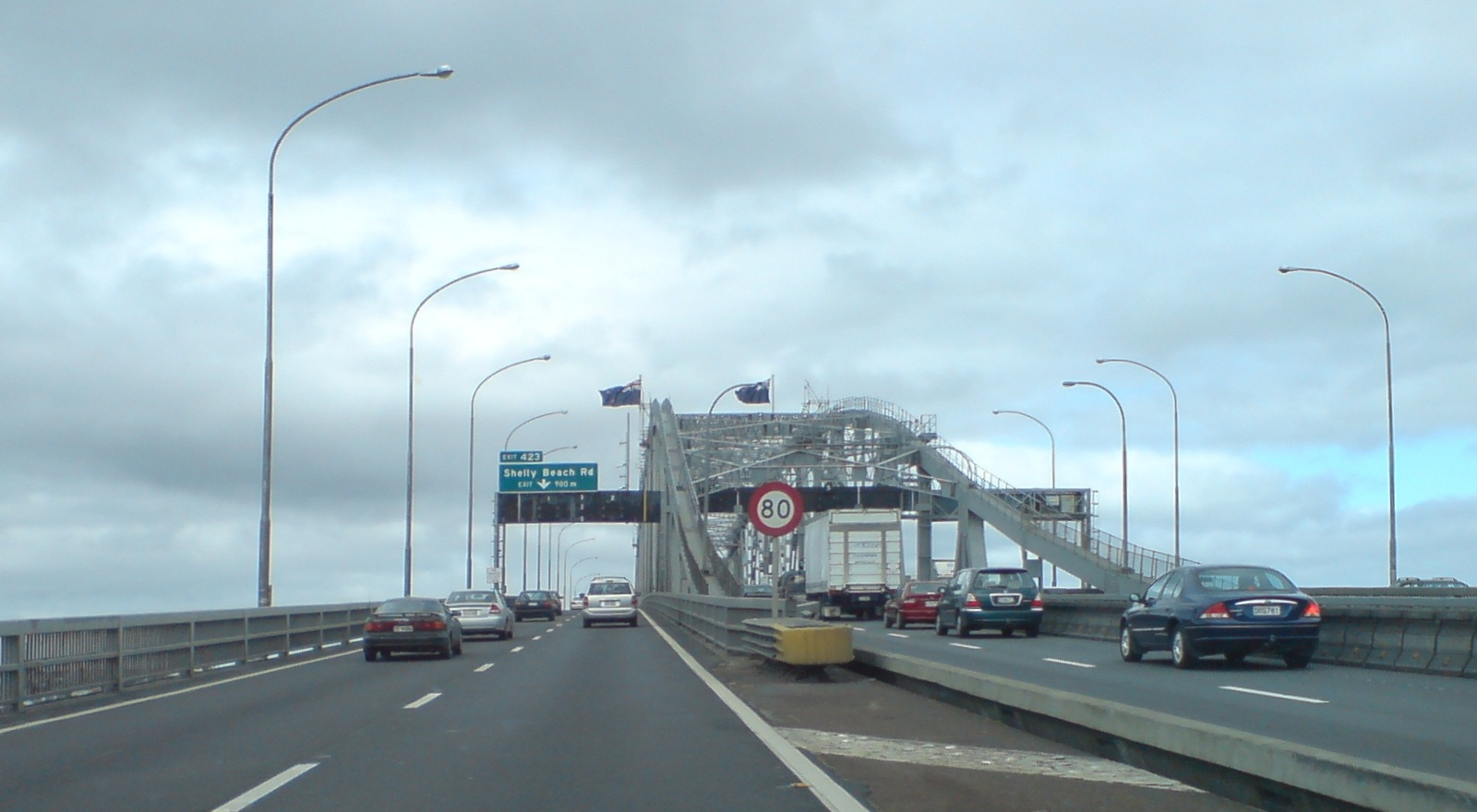
Дві додаткові смуги

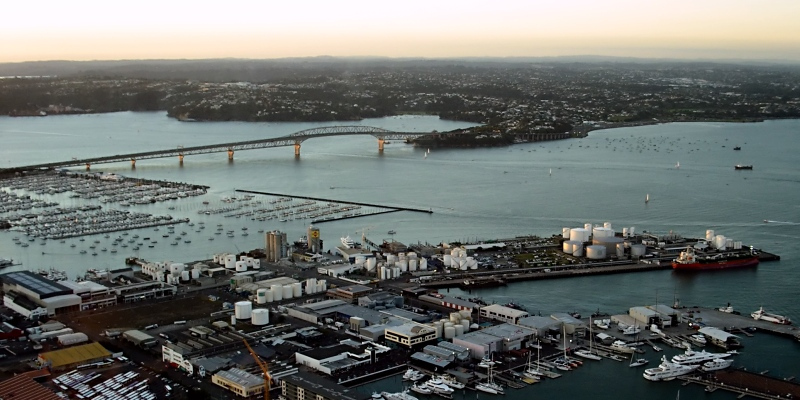
Харбор-Брідж через затоку Вейтемата

Спочатку міст будувався з чотирма смугами руху, однак швидкий розвиток передмість на північному узбережжі обумовив збільшення обсягу трафіка і вже в 1965 році він становив 10 млн. автомобілів щорічно, це в тричі більше запланованого.
В 1969 році, через десять років після відкриття мосту, було вирішено додати по дві смуги в обох напрямках. Металеві конструкції були виготовлені компанією Ishikawajima-Harima Heavy Industries в Японії і отримали назву Nippon clip-ons. Додавання 4 нових смуг викликало в майбутньому проблеми, так в 1987 році були проведені ремонтні роботи з ліквідації тріщин мосту, викликаних великим навантаженням на додаткові смуги.
У 2007 році було заборонено рух вантажівок більше 4.5 тон додатковими смугами для запобігання швидкої руйнації clip-ons.

## Управління рухом
На мосту розташовано вісім смуг автомобільного руху, по чотири в обох напрямках. Для збільшення смуг в години пік використовується система припливний потік (tidal flow), завдяки цій системі в години пік в одному з напрямків додається одна смуга руху. Так в ранкові години пік з восьми смуг п'ять виділяється в південному напрямку, в бік Окленду, а ввечері навпаки, п'ять смуг виділяється в північному напрямі. В інші години смуги розподіляються рівномірно між обома напрямками. Через часті лобові зіткнення автомобілів викликанні виїздом на протилежну смугу в 1990-х роках на мосту був ведений пересувний бар'єр. Дві спеціальні машини на швидкості 6 км/г пересувають бар'єр 4 рази на день.

## Цікаві факти
- 106 000 тисяч чоловік прогулялося мостом в день його відкриття[7].
- 1 млн автомобілів перетнули міст з 30 травня по серпень 1959 року[11].
- За добу мостом проїжджає 168,754 автомобілів (2006) а пропускна спроможність мосту — 180 000 автомобілів на добу[12].
- На мості відсутні пішохідна та вело доріжки. Для їх створення існує громадська організація GetAcross [Архівовано 16 квітня 2009 у Wayback Machine.] котра збирає підписи за прибудову на мості пішохідної та велодоріжки.